# 흰배에르포르니스
흰배에르포르니스(Erpornis zantholeuca) 또는 줄여서 에르포르니스(erpornis)는 참새목에 속하는 조류의 일종이다. 이 새는 방글라데시와 부탄, 브루나이, 캄보디아, 중화인민공화국, 인도, 인도네시아, 라오스, 말레이시아, 미얀마, 네팔, 싱가포르, 중화민국, 태국 그리고 베트남에서 발견된다. 자연 서식지는 아열대 또는 열대 기후 지역의 습윤 산지 숲이다.

## 같이 보기
- 검은머리도나코비우스